# Afghanistan ai Giochi della XXVI Olimpiade
L'Afghanistan partecipò ai Giochi della XXVI Olimpiade, svoltisi ad Atlanta, Stati Uniti, dal 19 luglio al 4 agosto 1996, con una delegazione di due atleti impegnati in una disciplina.
L'Afghanistan aveva in effetti inviato tre rappresentanti ai Giochi di Atlanta, ma il pugile dei pesi medio-leggeri Mohammad Jawid Aman venne squalificato dopo essere arrivato tardi alle operazioni di pesatura; l'altro partecipante afgano, il maratoneta Abdul Baser Wasiqi, si è infortunò il tendine del ginocchio prima della gara: ciononostante, decise dj preso parte ugualmente alla maratona, arrivando ultimo e più di due ore dopo il vincitore e oltre un'ora e 20 dal penultimo.

## Risultati

### Atletica leggera
| Athletes           | Events    | Batteria | Batteria | Quarti          | Quarti          | Semifinale      | Semifinale      | Finale          | Finale          |
| Athletes           | Events    | Tempo    | Pos.     | Tempo           | Pos.            | Tempo           | Pos.            | Tempo           | Pos.            |
| ------------------ | --------- | -------- | -------- | --------------- | --------------- | --------------- | --------------- | --------------- | --------------- |
| Abdul Ghafoor      | 100 metri | 12.20    | 105°     | non qualificato | non qualificato | non qualificato | non qualificato | non qualificato | non qualificato |
| Abdul Baser Wasiqi | Maratona  |          |          |                 |                 |                 |                 | 4h24:17         | 111°            |